# Marano Marchesato
Marano Marchesato är en ort och kommun i provinsen Cosenza i regionen Kalabrien i Italien. Kommunen hade 3 473 invånare (2018).